# Batalla de Lisboa (1373)
En la batalla naval de Lisboa, que tuvo lugar el 7 de marzo de 1373, una flota castellana dirigida por Ambrosio Boccanegra derrotó a una flota portuguesa. La victoria contribuyó decisivamente a la victoria de Castilla en la segunda guerra fernandina.

## Antecedentes
Poco después del final de la primera guerra fernandina Fernando I de Portugal firmó el 10 de julio de 1372 con Juan de Gante un tratado en el que se prometieron ayuda mutua en contra del Reino de Castilla.
Tras la firma del tratado el monarca portugués ordenó el embargo de los buques castellanos la castellana de buques en sus puertos, por lo que los simpatizantes de Pedro I pudieron invadir Galicia. Enrique II de Castilla, reaccionó con rapidez y decidió invadir Portugal. Colocó su base de operaciones en Zamora, y en el mes de diciembre de 1372 la invadió. Mientras que el asalto de tierra tuvo éxito, Ambrosio Boccanegra navegó con una flota de 12 galeras de Sevilla a Lisboa.

## La batalla
El 7 de marzo de 1373 Ambrosio Boccanegra se acercó a Lisboa. Después de atravesar el Mar da Palha, Boccanegra atacó a una flota portuguesa de 4 galeras y 15 naos bajo el mando del Almirante Lanzarote Pessanha, que estaba en el puerto de Lisboa, y que salió del puerto para atacar a la flota castellana sabiendo que se acercaba, para destruirla y mantener el puerto abierto para los esperados refuerzos ingleses.
Sus esfuerzos, sin embargo, fueron inútiles, porque el almirante portugués no actuó con firmeza y dudaba en sus acciones. Por eso la flota del Reino de Castilla bajo el mando de un firme y resoluto Boccanegra pudo atrapar a 2 de las galeras y a la mayor parte de las naos de los portugueses durante la batalla y así decidir la batalla naval en su favor.

## Consecuencias
El almirante Pessanha perdió su cargo debido a su actuación en la batalla y fue reemplazado por Juan Alfonso Tello, mientras que Fernando I de Portugal se vio obligado a pedir la paz a Enrique II, ya que hasta entonces no habían venido refuerzos ingleses a causa de las secuelas de la catástrofe de La Rochelle y ya no podía tener esperanzas al respecto con la flota castellana delante del puerto. 
Él tuvo que firmar, por lo tanto, el humillante Tratado de Santarém con Enrique II en el 19 de marzo de 1373. Significó, así, el fin de la segunda guerra ferdinandina y también el último servicio de Ambrosio Boccanegra para el rey Enrique II. Tras ello, se retiró y murió en su hogar el mismo año. Su sucesor fue Fernando Sánchez de Tovar.